# Nemastylis tuitensis
Nemastylis tuitensis là một loài thực vật có hoa trong họ Diên vĩ. Loài này được (Aarón Rodr. & Ortiz-Cat.) Ravenna mô tả khoa học đầu tiên năm 2007.